# Endang Rahayu Sedyaningsih

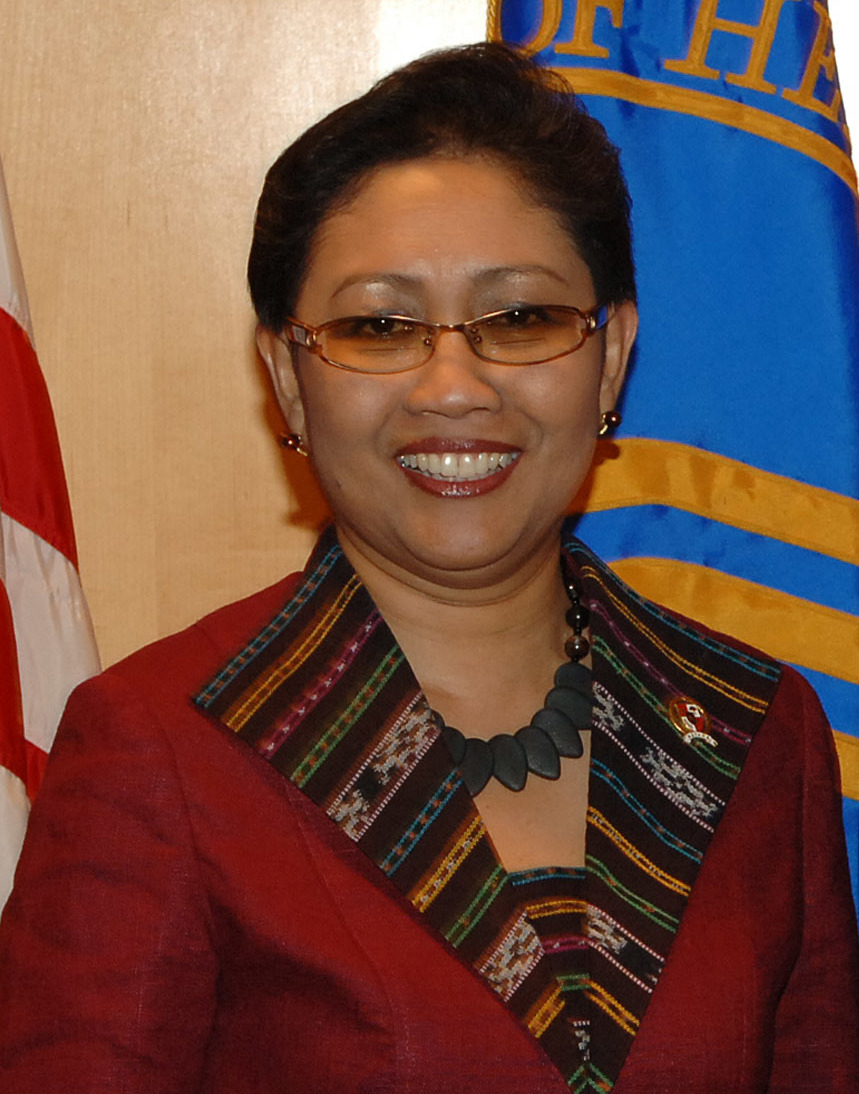
Endang Rahayu Sedyaningsih, 2010

Endang Rahayu Sedyaningsih-Mamahit (* 1. Februar 1955 in Jakarta; † 2. Mai 2012 ebenda) war eine indonesische Ärztin und Politikerin.

## Leben
Nach dem Studium an der Universität Indonesia war sie 1979 als Ärztin am Jakarta Pertamina Hospital tätig. Ab 1980 arbeitete sie in verschiedenen Positionen im Staatlichen Gesundheitswesen Indonesiens. 1997 wurde sie an der Harvard School of Public Health in den USA promoviert und wechselte an das Center of Disease Control Research and Program Development. Im Jahr 2001 war sie für ein halbes Jahr am Hauptquartier der Weltgesundheitsorganisation in Genf tätig.
Vom 22. Oktober 2009 bis zum 26. April 2012 gehörte sie als Gesundheitsministerin der indonesischen Regierung unter Susilo Bambang Yudhoyono an.
Sie starb an den Folgen einer Lungenkrebserkrankung.